# Achelia barnardi
Achelia barnardi är en havsspindelart som beskrevs av Stock, J.H. 1959. Achelia barnardi ingår i släktet Achelia och familjen Ammotheidae. Inga underarter finns listade i Catalogue of Life.